# Byreddihalli, Chintamani
Byreddihalli là một làng thuộc tehsil Chintamani, huyện Kolar, bang Karnataka, Ấn Độ.